# Bursera filicifolia
Bursera filicifolia là một loài thực vật có hoa trong họ Burseraceae. Loài này được Brandegee mô tả khoa học đầu tiên năm 1908.